# نيكس

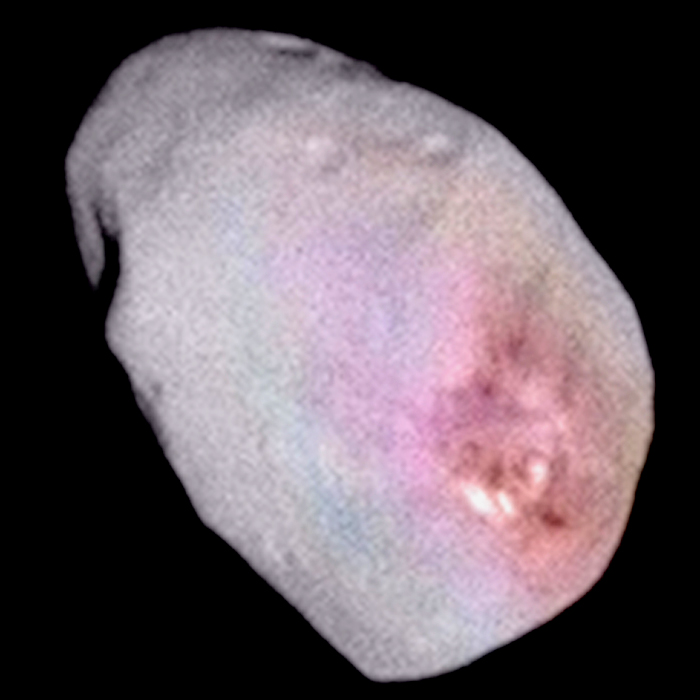

نيكس (Nix) وهو القمر الداخلي بين قمرين تم اكتشافهما في مدارين حول بلوتو في العام 2005. نيكس وهيدرا أشد خفوتاً من بلوتو بحوالي 5000 مرة، وهما أكثر بُعداً عن بلوتو بثلاث مرات مقارنةً مع بعد قمره الكبير شارون، المُكتشف في العام 1978. لكلٍ من نيكس وهيدرا عرض يقع في المجال بين 20 إلى 70 ميل (32 إلى 113 كيلومتر). وهما صغيرين جداً وخافتين إلى درجة جعلت العلماء يقومون بجمع تعريض قصير لبلوتو وشارون مع تعريض طويل لنيكس وهيدرا للحصول على صور يظهر فيها الجميع.

## إكتشافهُ
اُكتشف نيكس في يونيو/حزيران عام 2005 من قبل هال ويفر (Hal Weaver) وفريق كبير من علماء الفلك باستخدام تلسكوب هابل الفضائي.

## التسمية
سُمي نيكس (Nix) نسبةً إلى آلهة الليل والظلمة الإغريقية، وهي أم شارون.